# 풀다 간격

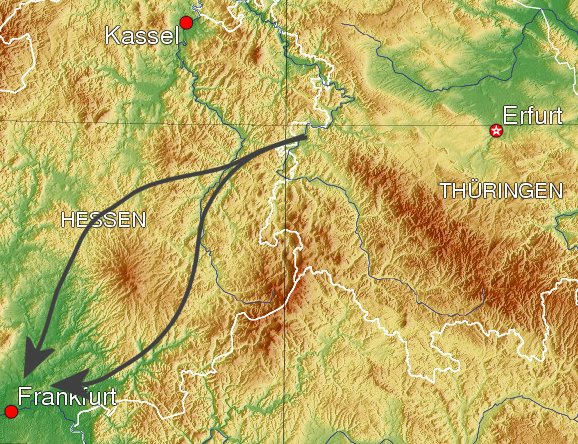
남동쪽이 풀다, 북서쪽이 알스펠트. 두 지역 사이에 솟아오른 육괴는 포겔스베르크산맥이다.

풀다 간격(독일어: Fulda-Lücke)은 독일 헤센과 튀링겐 주간 경계(과거의 양독 국경에서 동독이 서독 쪽으로 툭 튀어나온 남서쪽 부분)와 프랑크푸르트암마인 사이에 존재하는 두 개의 저지대 회랑 지역이다. 풀다 읍의 이름이 붙었다. 냉전기에 소련군과 바르샤바 조약군이 라인강을 도하하기 위해 기습공격을 해올 경로로 여겨진 요주의 지역이었다.
라이프치히 전투 이후 나폴레옹 1세가 퇴각 경로로 사용했던 군사적으로 유서깊은 지역이다. 하지만 그 뒤로는 별 주목을 받지 못하다가, 제2차 세계대전 당시 미 제12군단이 1945년 3월 말-4월 초에 이 경로를 따라 진격하면서 군사적 중요성이 재발견되었다. 이 때 미군은 원래 소련에게 넘겨주기로 약속된 지역까지 의도치 않게 진격하게 되었다. 소련은 서방 연합군이 베를린에 입성하는 대가로 미 제12군단이 철수할 것을 요구했다. 미군이 이렇게 쉽게 진격한 것은 곧 소련군 역시 반대 방향으로 그럴 수 있다는 뜻이며, 냉전기 동구권의 전차부대가 서독으로 밀려올 두 개의 명백한 경로 중 하나로 꼽혔다. 나머지 하나는 북독일 평원이다.
풀다 간격 주변에서의 전차전은 냉전기 내내 북대서양 조약기구(NATO)의 작계에 핵심적 요소였다.

## 같이 보기
- 라인강까지 7일
- 수바우키 간격